# François Balsan
Pour les articles homonymes, voir Balsan.
Pour les autres membres de la famille, voir Famille Balsan.
François Balsan, né le 25 juin 1902 à Châteauroux et mort le 26 novembre 1972 à Neuilly-sur-Seine, est un industriel, explorateur, ethnographe et écrivain français, président de la Société des explorateurs français.
Certains de ses ouvrages ont été publiés sous le pseudonyme de Jacques Termant.

## Biographie

### Jeunesse et débuts
Arthur Charles Auguste François Balsan, petit-fils d'Auguste Balsan et d'Arthur de Chabaud-Latour, est issu d’une dynastie lainière, originaire de Lagamas, implantée à Châteauroux depuis 1856.
Il fait ses études à lycée Saint-Louis-de-Gonzague à Paris puis à lycée Sainte-Geneviève à Versailles. À sa sortie de l'École centrale en 1923, il devient acheteur de laines dans l'entreprise familiale ; à ce titre, il parcourt le monde. Jeune, il connaît l'influence de ses oncles Jacques et Étienne Balsan.
Il s'investit dans les patronages et le monde sportif, devenant rapidement président de l'Étoile Notre-Dame de Châteauroux et de l'Union régionale du Berry (URB) de la Fédération gymnastique et sportive des patronages de France, ainsi que vice-président de l'Aéro-Club de l'Indre et de l'Académie des sports. Il donne son nom au Challenge François Balsan.
Voyageur infatigable, les espaces vierges le fascinent, et il écrit en 1935 dans son deuxième roman "Parmi les autres" : “Il est odieux de traverser un pays trop vite, surtout lorsqu'il est le vestibule de terres de légende. À rôder aux flancs de la muraille qui coupe l'Afrique soumise de son Désert, UN APPEL DE L'INCONNU M'EMPOIGNA“. Sa passion le conduira vers une suite d'expéditions.
En 1936, François Balsan épouse Marie-Laure Goüin, fille de l'industriel Ernest Goüin (1881-1967) et de Jeanne Treilhard (1886-1940). Le mariage, béni par Mgr Fillon, se déroule en l'église Saint-Jean-Baptiste de Neuilly-sur-Seine. Ils seront les parents de : Marie-Hélène (épouse de Christian Bizot (en), PDG de Champagne Bollinger et fils de Henry Bizot), Antoine (gendre de Hanna Saba), Béatrix (épouse de Louis du Bessey de Contenson),  Hubert (marié à Monique de Roquemaurel) et Patrick (1946-1971), à qui François Balsan destinait ses archives d'exploration. Celles-ci sont à ce jour déposées en partie au Muséum national d'histoire naturelle (documentation et photos)   et à Eclair Préservation (13 films) .

### L’explorateur

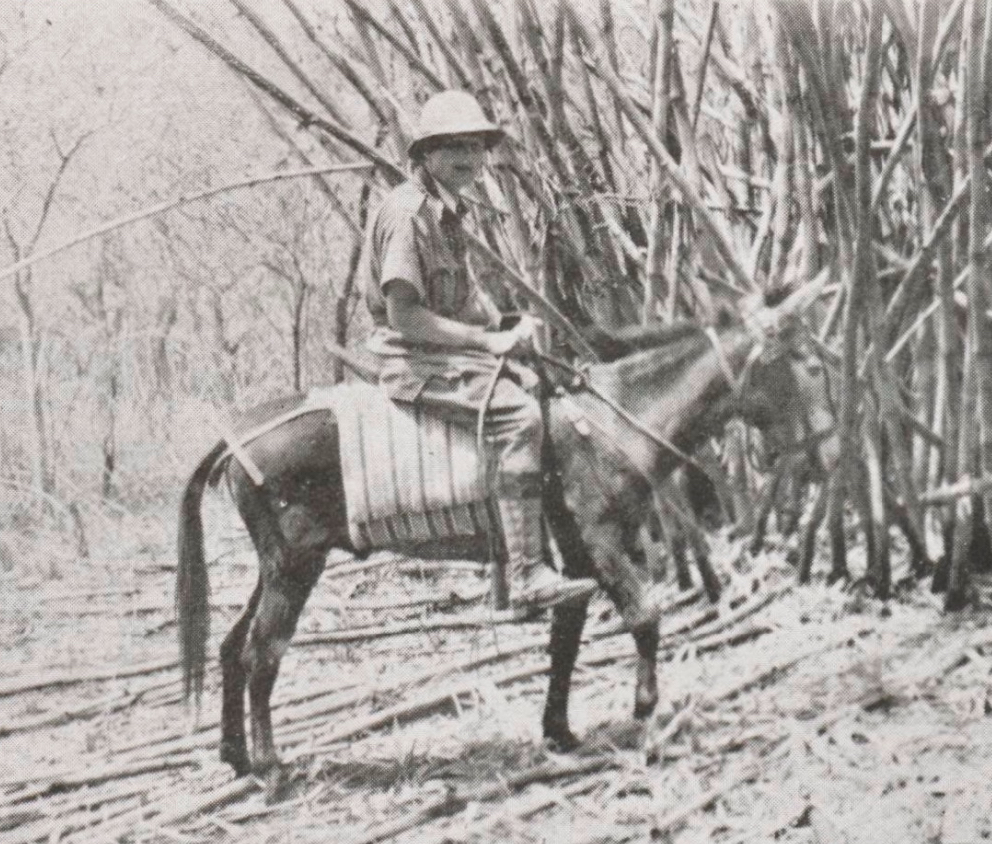
Balsan et son mulet dans les bambous du Dudessa (Éthiopie).

Dès 1935, il voyage en Éthiopie, au Kurdistan, puis au Baloutchistan. Il participe à l'expédition Panhard-Capricorne en Afrique australe en 1951, sur un itinéraire de 3 000 kilomètres, à la recherche des vestiges archéologiques du Royaume de Saba, et durant laquelle il réalise des enregistrements sonores des musiques traditionnelles des populations locales, notamment les Bushmen du Kalahari.
Entre 1935 et 1972, il entreprend dix-sept explorations de recherches archéologiques et ethnographiques, publie de nombreux ouvrages et réalise treize films qu'il présente au cours de conférences à travers le monde entier.
Animaux et plantes font l’objet de descriptions précises dans ses livres, qui feront ensuite l’objet de correspondances avec le muséum national d'histoire naturelle. Les croquis de ses carnets de voyages seront souvent repris dans des aquarelles. Ses voyages le mettent souvent en danger. Lors d'un raid de 80 km de nuit au Kalahari en 1948, il apprend le lendemain qu'il était suivi par deux lions.
Il collabore notamment au journal Paris-Midi sur les questions africaines.
Président de la Société des explorateurs français en 1953-1954 et vice-président de la Société d'ethnographie, de la Société de géographie (dont il est le secrétaire annuel en 1938) et de l'Académie des sciences d'outre-mer, il est lauréat de l'Académie française (prix Lange et prix Thérouanne), de la Grande médaille d'or de la Société de géographie, du prix du maréchal Lyautey de l'Académie des sciences d'outre-mer. Promu officier de la Légion d'honneur en 1966, il est également commandeur de l'ordre de l'Infant Dom Henrique et titulaire de la Croix de guerre de Finlande.

### L'industriel
François Balsan dirigea l'entreprise familiale Balsan et fut membre de plusieurs conseils d'administration, dont celui de la Société de construction des Batignolles (à partir de 1940), de l'entreprise Léon Ballot, de la Société générale de techniques et d'études , des Batignolles-Châtillon, etc,. Son cousin Louis Balsan lui succède aux rênes de l'entreprise familiale en 1954.
Il est membre de la commission consultative du comité de la tranche "laine" de l'industrie textile et de l'Académie du Centre.